# Radviliškis

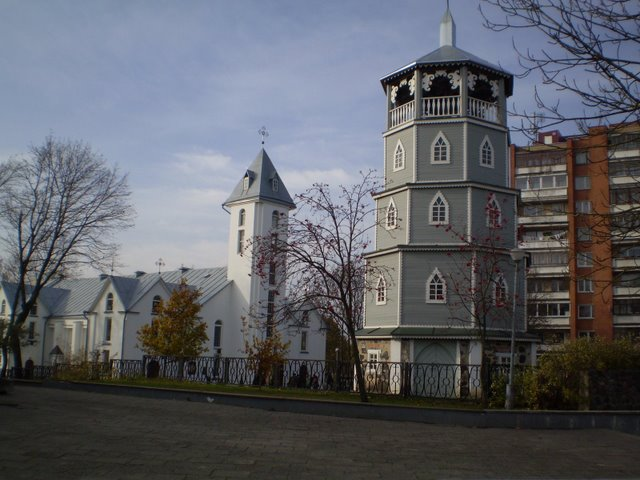
Khu nhà thờ Radviliškis.

Radviliškis là một thành phố của Litva. Thành phố thuộc hạt Šiauliai. Thành phố được lập năm 1923. Dân số năm 2008 là 20.339. Đây là thành phố lớn thứ 19 của Litva.